# Si Satchanalai

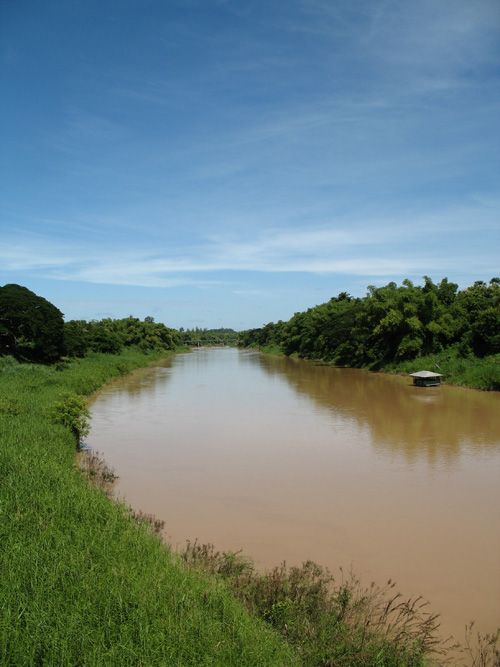
Der Mae Nam Yom im Amphoe Si Satchanalai

Si Satchanalai (Thai: เทศบาลเมืองศรีสัชนาลัย) ist eine Stadt (Thesaban Mueang) im Landkreis (Amphoe) Si Satchanalai, Provinz Sukhothai in der Nordregion von Thailand.

## Lage
Die Stadt liegt etwa 50 Kilometer nördlich der Provinzhauptstadt Sukhothai in einer landschaftlich reizvollen Lage am Mae Nam Yom (Yom-Fluss).
Benachbarte Gemeinden und Städte:
- Norden: Tambon Nong O, Amphoe Si Satchanalai, Provinz Sukhothai.
- Osten: Kleinstadt Pa Kum Ko, Amphoe Sawankhalok, Provinz Sukhothai.
- Süden: Tambon Tha Chai, Amphoe Si Satchanalai, Provinz Sukhothai.
- Westen: Tambon San Chit, Amphoe Si Satchanalai, Provinz Sukhothai.

## Geschichte
Si Satchanalai wurde um 1250 als zweite Residenzstadt des Reichs Sukhothai gegründet, in der der Uparat („zweiter König“ und designierter Thronfolger) residierte. Hier soll der spätere König Li Thai im Jahre 1340, als er noch Uparat war, das erste große Werk der thailändischen Literatur, das Traiphum Phra Ruang, geschrieben haben.
Die Stadt wurde rechteckig angelegt und erhielt im 16. Jahrhundert eine fünf Meter hohe Mauer mit einem vorgelagerten Wassergraben, um sich der zunehmenden birmanischen Angriffe zu erwehren. Begünstigt wurde die Lage der Stadt durch zwei die Umgegend beherrschende Hügel. Weit über die Grenzen des Landes hinaus berühmt wurde sie für seine vom 13. bis zum 16. Jahrhundert betriebenen Keramik-Werkstätten, deren Erzeugnisse (insbesondere Seladonware) bis nach Indonesien, den Philippinen, nach Borneo und auf die Ryūkyū-Inseln in Japan exportiert wurden. Die heute ungenutzten Brennöfen befinden sich auf einer Länge von etwa fünf Kilometern am Ufer des Yom, von Ban Pa Yang außerhalb der alten Stadtmauer bis zum nördlich gelegenen Ban Ko Noi, wo sich auch die größte Ansammlung von Brennöfen befindet.
In der Ayutthaya-Periode wurde Si Satchanalai in Sawankhalok umbenannt. Der Name Sawankhalok- oder Sangkhalok-Keramik bezieht sich daher auf Si Satchanalai und nicht auf die Stadt und den Landkreis, die heute diesen Namen tragen.
Schließlich wurde Si Satchanalai im 18. Jahrhundert durch die birmanische Armee erobert und zerstört. Die Bewohner wurden ins rund 20 Kilometer weiter südlich gelegene (heutige) Sawankhalok umgesiedelt, der Name wanderte gewissermaßen mit den Bewohnern mit. Seit 1990 werden die Ruinenfelder im alten Si Satchanalai wieder restauriert, zunächst die Stadtmauer, der Königspalast und der Wat Chang Lom.

## Sehenswürdigkeiten
- Geschichtspark Si Satchanalai